# Pierre Bayle (1783-1794)
Pour les articles homonymes, voir Bayle et Pierre Bayle.
Pierre Bayle, né le 2 février 1783 à Tourreilles et tombé au champ d’honneur le 1er novembre 1794 à Biure, près de Figueras, en Espagne, à l'âge de onze ans, engagé volontaire comme tambour dans l’armée de la République, est le plus jeune militaire mort pour la France depuis l'instauration de la République.

## Biographie
Pierre Bayle est né le 2 février 1783 à Tourreilles, petit village à quelques kilomètres de Limoux, aujourd’hui dans le département de l’Aude.
Début 1793, la Convention ordonne la levée en masse de 300 000 hommes pour lutter contre les pays voisins dont l’Espagne, qui menace d’envahir le Roussillon. Les villages du Midi sont mis à contribution ; Tourreilles, qui compte 250 habitants, doit fournir cinq volontaires au 8e bataillon de l'Aude. Jean-Baptiste Bayle âgé de 45 ans et son fils Guilhaume âgé de 17, reviennent de la première campagne de Savoie et ils s’engagent à nouveau. Le deuxième fils, Pierre Bayle, à peine âgé de 10 ans, s’engage aussi en qualité d’élève-tambour, et la mère, Marguerite, en fait de même comme vivandière.
La division de l’Aude est au combat dès le 15 avril 1793, alors que les Espagnols ont franchi les Pyrénées et tentent de prendre à revers Perpignan. Après avoir repoussé l’ennemi devant la ville, l’armée française mène de dures batailles, sans véritable succès, à Trouillas, au Boulou et à Collioure. Elle reprend l’initiative en avril 1794, sous le commandement du général Dugommier, défait les Espagnols à Céret, s’empare du fort de Bellegarde, libère Collioure et Port-Vendres.
Pierre Bayle est attaché à l’état-major du général Augereau, qui remonte la vallée du Tech, entre en Espagne par le col d'Ares et descend la vallée de la Muga. En prélude à la bataille de la Sierra Negra, qui va s’engager le 17 novembre et sera décisive, Augereau reçoit pour mission de percer les lignes ennemies à hauteur de Biure, à l’ouest de Figueras. Dans la nuit du 31 octobre au 1er novembre, il infiltre ses troupes et son artillerie légère, les tambours battent la diane pour couvrir le bruit du transfert des pièces.
Dans la canonnade qui s’ensuit, à l’aube, le jeune tambour Pierre Bayle est fauché par un éclat d’obus et meurt sur-le-champ. 

Le 10 novembre, le général Dugommier, qui va lui-même mourir au combat dans quelques jours, fait l’éloge de Pierre Bayle au comité de salut public par courrier du 20 Brumaire An III. : 

« Parmi les traits nombreux de dévouement produits par la Patrie, ceux de l’enfance, plus rares et plus extraordinaires, inspirent aussi plus d’intérêt et d’admiration. Déjà, par mon rapport de l’affaire du 11 de ce mois, je vous ai dit qu’un jeune tambour âgé de dix à onze ans avait seul été tué par un éclat d’obus, mais ayant recueilli depuis cette époque quelques circonstances dignes de nos annales guerrières, je crois devoir vous les transmettre. Ce jeune Républiquain nommé Pierre Bayle, tambour dans le huitième bataillon de l’Aude, était de garde à un de nos avant-postes où malgré la faiblesse de son âge il a battu la Diane avec des efforts incroyables, pour étouffer la marche de notre artillerie volante; il exécuta ce qu’il avait dit la veille au Général du Poste : « As-tu assez de force lui demanda ce dernier pour battre demain au matin la Diane et empêcher que l’ennemi n’entende notre artillerie légère ? », « Peut-on manquer de force, répondit le jeune héros, quand on peut servir utilement son pays ? »
C’est ainsi qu’à l’âge de onze ans le jeune Bayle, digne émule de Barra, savait déjà apprécier combien il est doux d’avoir une Patrie, de vivre et de mourir pour elle. Il est juste aussi d’ajouter à la gloire de cet enfant, qu’il avait une famille peu fortunée qui depuis la Révolution s’est tout entière dévouée au service de la Patrie, que le père âgé de quarante cinq ans avec son fils aîné âgé de dix sept ans, ont fait tous les deux la première campagne de Savoie et servent maintenant dans le huitième bataillon de l’Aude… et qu’enfin la mère n’a cessé de se rendre utile dans le corps en blanchissant nos frères d’armes.
Toutes ces circonstances réunies, assurant à la famille de Bayle un droit à la reconnaissance nationale, méritent d’être publiées. Elles apprendront à la postérité les vertus qu’enfante dans toutes les âmes, et surtout dans celles du pauvre, l’amour de la Liberté. »

## Hommages

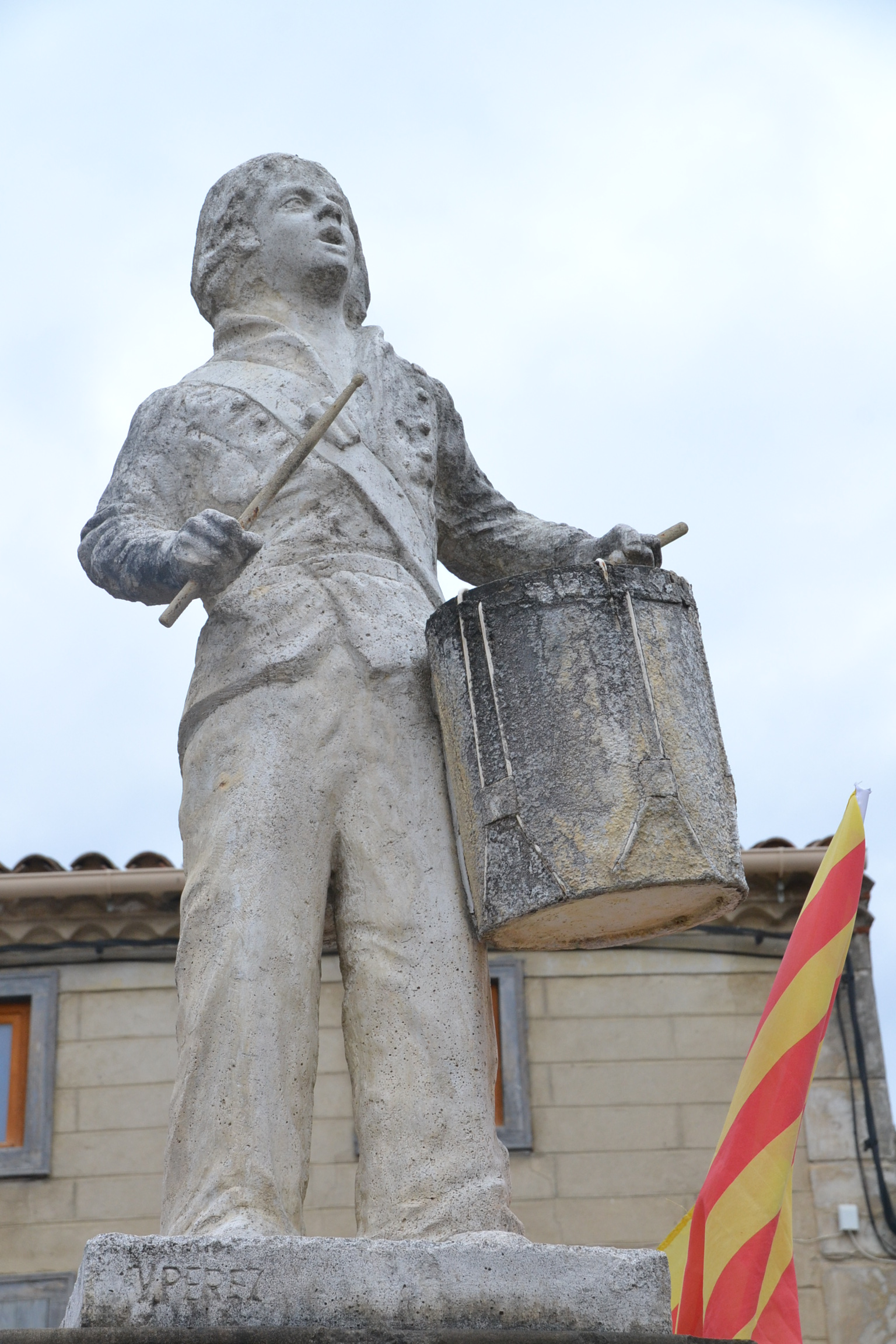
Pierre Bayle battant la diane, statue située à Tourreilles

- Le 23 mai 1998, l'Armée française rend un hommage solennel à Pierre Bayle dont la statue en pied, battant la Diane, se dresse sur la place de Tourreilles, son village natal dans l'Aude[3].
- Une statue de Pierre Bayle tombant au champ d'honneur se trouve également au Boulou.
- Le 28 mai 2016, la commune de Biure, en Catalogne (Espagne), organise une cérémonie en hommage au petit tambour Pierre Bayle, tombé près du village, le 1er novembre 1794, lors des combats qui suivirent la bataille du Boulou ; un panneau touristique et une rue sont inaugurés en son honneur[4].